# 老埤村
老埤村位於臺灣屏東縣內埔鄉，為一馬卡道族分布之村落。多半是昔日下淡水社社民的後裔。今存有老埤老祖祠以及馬卡道夜祭。據學者調查，村內的五穀宮，亦與老祖信仰有非常密切的關係。伊能嘉矩曾在二十世紀初期訪問老埤的馬卡道族頭目潘乾坤，留下研究馬卡道族的重要史料。

## 人口
西元1897年，日本政府所做的熟番社數及人口調查中，老埤庄共一百六十九戶一千三百三十七人，為全鳳山支廳最大的平埔族村落。